# Blagoevgrad Griffins
I Blagoevgrad Griffins sono la squadra di football americano dell'American University in Bulgaria di Blagoevgrad, in Bulgaria, fondata nel 2003.

## Dettaglio stagioni

### Amichevoli
| Stagione | Vin | Par | Per | Tot | PF | PS | avversaria    |
| -------- | --- | --- | --- | --- | -- | -- | ------------- |
| 2019     | 1   | 0   | 0   | 1   | 26 | 18 | Sofia Knights |
| 2020     | 0   | 0   | 1   | 1   | 0  | 24 | Sofia Bears   |
| Totale   | 1   | 0   | 1   | 2   | 26 | 42 |               |

### Tornei nazionali

#### Campionato

##### Campionato bulgaro di football americano
| Stagione | regular season | regular season | regular season | regular season | regular season | regular season | playoff | playoff | playoff | playoff | playoff | playoff   | playoff    |
|          | Vin            | Par            | Per            | Tot            | PF             | PS             | Vin     | Per     | Tot     | PF      | PS      | risultato | avversaria |
| -------- | -------------- | -------------- | -------------- | -------------- | -------------- | -------------- | ------- | ------- | ------- | ------- | ------- | --------- | ---------- |
| 2018     | 3              | 0              | 5              | 8              | 112            | 153            | -       | -       | -       | -       | -       | -         | -          |
| 2019     | 1              | 0              | 3              | 4              | 14             | 93             | -       | -       | -       | -       | -       | -         | -          |
| Totale   | 4              | 0              | 8              | 12             | 126            | 246            | -       | -       | -       | -       | -       |           |            |

Fonti: Enciclopedia del Football - A cura di Roberto Mezzetti